# Försvarets vetenskapliga delegation
Försvarets vetenskapliga delegation (Maanpuolustuksen tieteellinen neuvottelukunta, MATINE) är ett finländskt organ som lyder under försvarsministeriet.
Försvarets vetenskapliga delegation tillsattes 1961 med uppgift att leda och främja det vetenskapliga forskningsarbete som hör samman med det militära försvaret och med försvarets stöd till samhällets krisberedskap. Delegationen, som tillsätts av statsrådet för tre år, består av en ordförande och sju medlemmar som representerar olika vetenskapsområden samt ett behövligt antal medlemmar som företräder olika försvarsrelaterade myndigheter. Delegationen har en generalsekreterare, som förordnas av försvarsministeriet på framställning av delegationen.